# 카호르 마흐카모프
카호르 마흐카모비치 마흐카모프(타지크어: Қаҳҳор Маҳкамович Маҳкамов, 러시아어: Кахар Махкамович Махкамов 카하르 마흐카모비치 마흐카모프[*], 1932년 4월 16일~2016년 6월 8일)는 1985년부터 1991년까지 타지키스탄 공산당 제1서기장을 지냈으며, 1990년 11월부터 1991년 8월 쿠데타로 실각할 때까지 타지키스탄의 초대 대통령이었다.

## 어린 시절 및 경력
마흐카모프는 1932년 4월 16일 북부 도시 후잔트의 노동자 계급 가정에서 태어났다. 그는 1949년에 두샨베 공업 기술소를 졸업했고 1952년에 레닌그라드 광산 연구소에서 공학 학위를 받았다. 그는 교수, 수석 엔지니어, 이스파라 광산의 감독으로 일했다. 1957년에 그는 소련 공산당의 일원이 되었고 빠르게 타지키스탄 공산당의 고위직으로 승진하여 레니나바트 노동자 대표의 권위 있는 위원회의 위원장이 되었다. 1963년 타지키스탄 공산당 중앙위원회 위원으로 임명되었으며, 1963년부터 1982년까지 타지키스탄 내각의 부총재를 역임했으며, 타지키스탄에서 가장 강력한 직책 중 하나였다.

## 서기장직 및 대통령직
1985년, 라흐몬 나비예프는 타지키스탄 공산당 제1서기장으로 부패 스캔들로 축출되었고 마흐카모프가 그의 뒤를 이었다. 마흐카모프의 재임 기간은 공화국 역사상 가장 격동적인 기간 중 하나였다. 그의 집권은 미하일 고르바초프의 집권과 페레스트로이카와 글라스노스트의 등장과 일치했다. 마흐카모프의 집권 기간 동안 타지키스탄은 민족주의가 급증했고, 이는 타지키스탄을 공화국의 공용어로 지정한 1989년 "언어법"의 통과로 절정에 달했다. 이 법은 사람들 사이에서 많은 두려움을 유발했고 특히 러시아인, 유대인, 독일인들 사이에서 중앙아시아인이 아닌 사람들의 이주가 시작되었다.
마흐카모프의 권력에 대한 가장 큰 위협은 1990년 2월 수도를 뒤흔든 두샨베 폭동 때 발생했다. 타지크 청년들이 타지크인이 아닌 사람들과 충돌하고 두샨베 거리에서 폭도들과 경찰, 군인들 사이에 전투가 벌어져 수십 명이 사망했다. 마흐카모프는 이슬람 근본주의자들에 대한 단속을 감독했고 긴 통행금지령이 내려졌다. 1990년 4월 12일부터 11월 30일까지 최고 소비에트 의장을 역임했다. 1990년 11월 30일, 고르바초프가 타지키스탄 최고 소비에트를 설립한 정치 개혁의 일환으로 마흐카모프를 타지키스탄의 초대 대통령으로 임명했다. 마흐카모프의 실각은 1991년 8월 모스크바에서 강경파에 의한 실패한 8월 쿠데타를 지지했을 때 발생했다. 시위자들은 거리로 나와 마흐카모프의 권력 축출을 요구했고 1991년 8월 31일 그는 대통령과 제1서기장직을 사임했다. 마하카모프는 이후 타지키스탄의 정치적 불안정과 내전 동안 정치에서 은퇴하고 방관했다.
2000년 마흐카모프는 에모말리 라흐몬 대통령의 명령에 따라 타지키스탄의 국회의원으로 임명되었다.

## 사망
마흐카모프는 2016년 6월 8일 오랜 투병 끝에 84세의 나이로 사망했다.

## 역대 선거 결과
| 선거명      | 직책명              | 대수 | 정당              | 득표율 | 득표수 | 결과 | 당락 |
| ----------- | ------------------- | ---- | ----------------- | ------ | ------ | ---- | ---- |
| 1990년 선거 | 타지키스탄의 대통령 | 1대  | 타지키스탄 공산당 | 57.0%  | 131표  | 1위  |      |